# Franjo
Franjo ist eine kroatische Variante des männlichen Vornamens Franz und die Abkürzung für Franz Joseph.

## Namensträger (Auswahl)
- Franjo Bučar (1866–1946), kroatischer Schriftsteller und Sportfunktionär
- Franjo Dugan (1874–1948), jugoslawischer Komponist
- Franjo Frančič (* 1958), slowenischer Prosaist, Lyriker, Dramatiker und Übersetzer
- Franjo Gregurić (* 1939), kroatischer Politiker
- Franjo Hanaman (1878–1941), jugoslawischer Erfinder, Ingenieur und Chemiker
- Franjo Jurjević (1932–2022), jugoslawischer Turner
- Franjo Vilhar Kalski (1852–1928), slowenisch-kroatischer Komponist
- Franjo Komarica (* 1946), kroatischer römisch-katholischer Geistlicher und emeritierter Bischof von Banja Luka
- Franjo Kuhač (1834–1911), kroatischer Musikpädagoge, Musikhistoriker und Volksmusikkundler
- Franjo Kuharić (1919–2002), Erzbischof von Zagreb
- Franjo Marincic (1950–2022), deutscher Schauspieler
- Franjo Mihalić (1920/21–2015), jugoslawischer Langstreckenläufer
- Franjo Mraz (1910–1981), jugoslawischer Maler
- Franjo Pooth (* 1969), deutscher Unternehmer
- Franjo Rački (1828/1829–1894), kroatischer katholischer Theologe, Historiker und Politiker
- Franjo Šeper (1905–1981), Erzbischof von Zagreb und römisch-katholischer Kurienkardinal
- Franjo Terhart (1954–2020), deutscher Schriftsteller
- Franjo Tuđman (1922–1999), kroatischer Ministerpräsident
- Franjo von Allmen (* 2001), Schweizer Skirennfahrer.